# Stara Moravica
Stara Moravica (cyr. Стара Моравица) – wieś w Serbii, w Wojwodinie, w okręgu północnobackim, w gminie Bačka Topola. W 2011 roku liczyła 5051 mieszkańców.